# (5135) Nibutani
(5135) Nibutani est un astéroïde de la ceinture principale.

## Nom
Cet astéroïde est nommé d'après Nibutani. Ce nom a été suggéré par H. Ueda. La citation de nommage est la suivante :

« Nommé d'après une vallée sacrée pour le peuple autochtone aïnous de Hokkaido. »

— Minor Planet Circular 28621

## Description
(5135) Nibutani est un astéroïde de la ceinture principale d'astéroïdes. Il fut découvert le 16 octobre 1990 à Kushiro par Seiji Ueda et Hiroshi Kaneda. Il présente une orbite caractérisée par un demi-grand axe de 2,24 UA, une excentricité de 0,13 et une inclinaison de 3,3° par rapport à l'écliptique.

## Compléments